# Vysočany (Znojmo)
Vysočany es una localidad del distrito de Znojmo en la región de Moravia Meridional, República Checa, con una población estimada el año 2019 de 114 habitantes. 
Se encuentra ubicada al suroeste de la región, cerca de la orilla del río Dyje —un afluente del río Morava que, a su vez, lo es del Danubio—, de la frontera con Austria y la región de Vysočina, y a poca distancia al suroeste de la ciudad de Brno.